# بازیگری در نقش مخالف

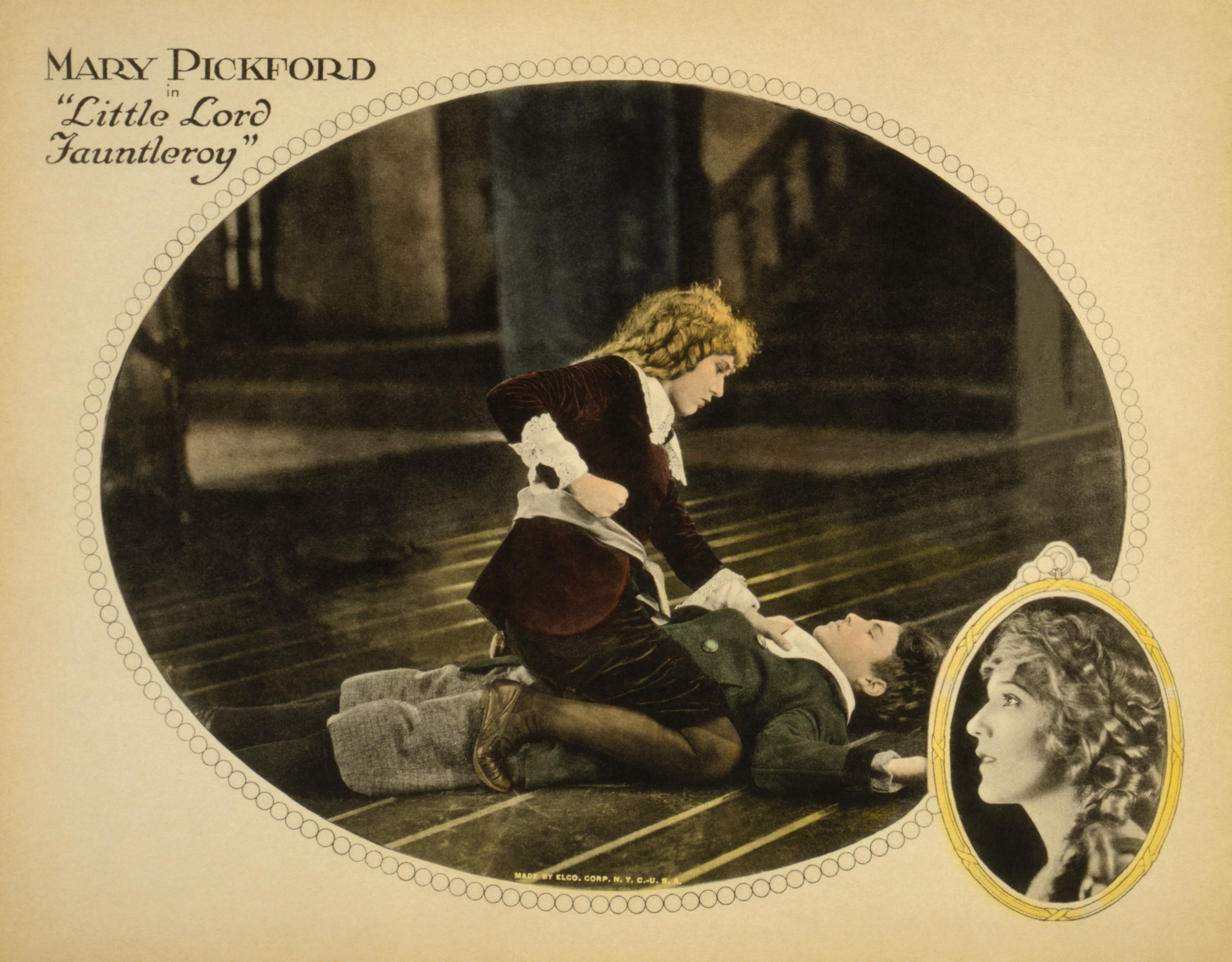
فیلم لرد کوچک فانتلروی (۱۹۲۱)

بازیگری در نقش مخالف (به انگلیسی: Cross-gender acting) به بازی کردن در نقش جنس مخالف گفته می‌شود که هیچ انگیزه جنسی در آن نیست و ارتباطی به تغییر جنسیت ندارد.